# El Greco (álbum)
| Críticas profissionais | Críticas profissionais |
| Avaliações da crítica  | Avaliações da crítica  |
| Fonte                  | Avaliação              |
| ---------------------- | ---------------------- |
| AllMusic               | 3 de 5 estrelas.       |

El Greco é um álbum de estúdio do músico grego Vangelis, lançado em 1998.

## Faixas
| N.º | Título                  | Duração |  |
| 1.  | "Movement I"            | 10:04   |  |
| 2.  | "Movement II"           | 5:18    |  |
| 3.  | "Movement III"          | 6:48    |  |
| 4.  | "Movement IV"           | 6:21    |  |
| 5.  | "Movement V"            | 4:30    |  |
| 6.  | "Movement VI"           | 7:52    |  |
| 7.  | "Movement VII"          | 3:18    |  |
| 8.  | "Movement VIII"         | 9:43    |  |
| 9.  | "Movement IX"           | 12:00   |  |
| 10. | "Movement X" (Epilogue) | 6:21    |  |